# スエヒロ
スエヒロとは大阪市で開業した「ビフテキのスエヒロ」（スエヒロ朝日）を発祥とする、ステーキなど肉料理の洋食店、ファミリーレストラン、学生食堂などの屋号である。
「スエヒロ」の運営者らは「スエヒロ会」を結成し「ビフテキのスエヒロ」の伝統継承を図っている。

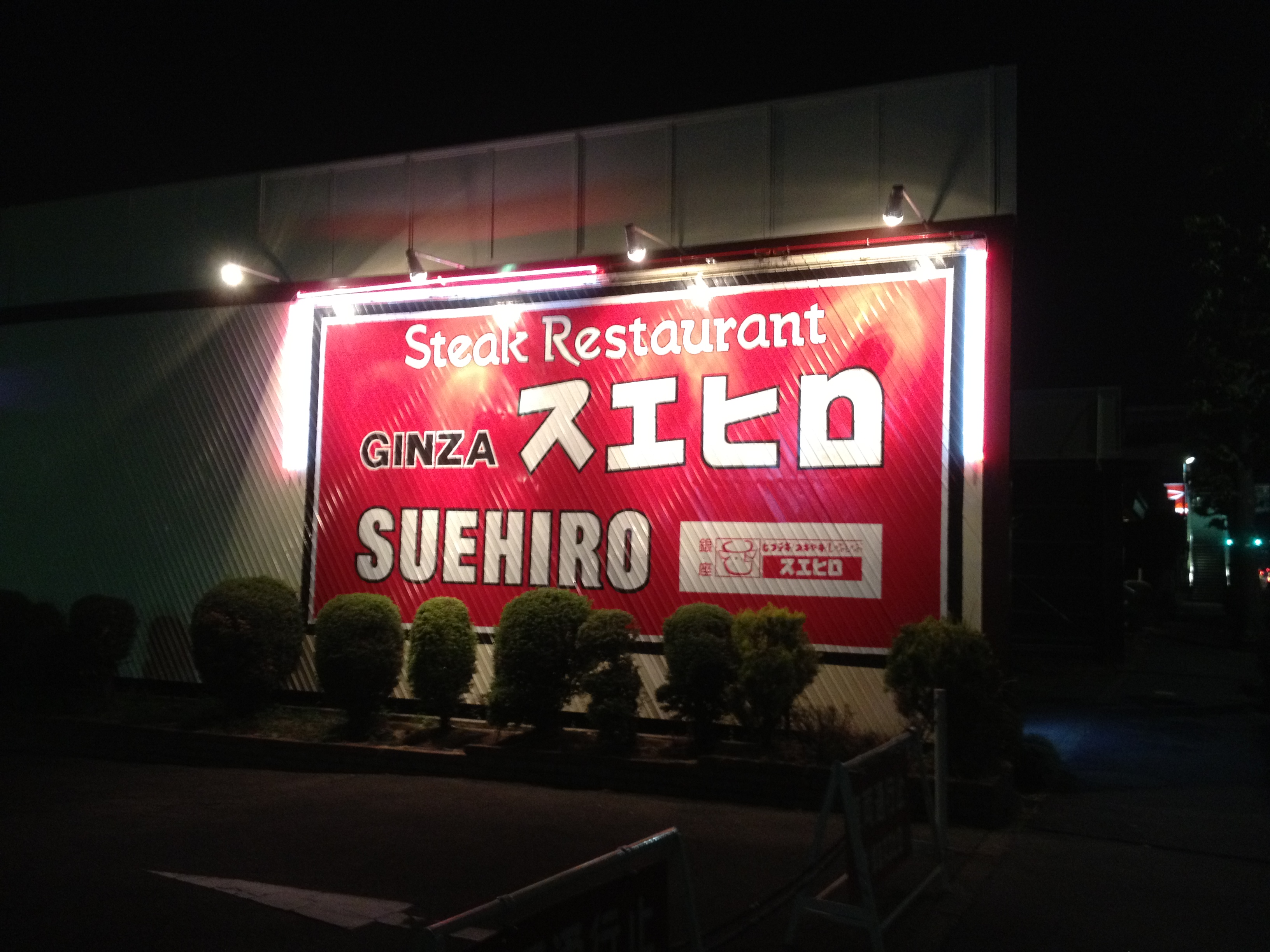
看板例

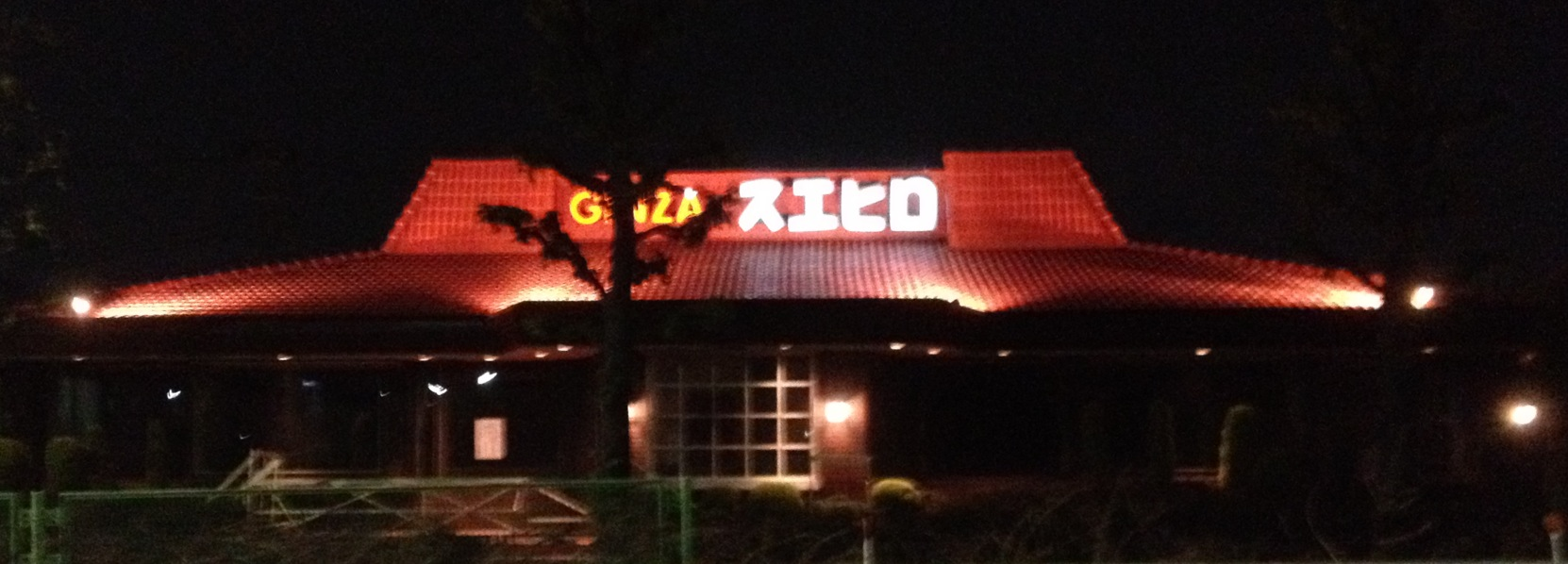
店舗例。現在は閉店している。

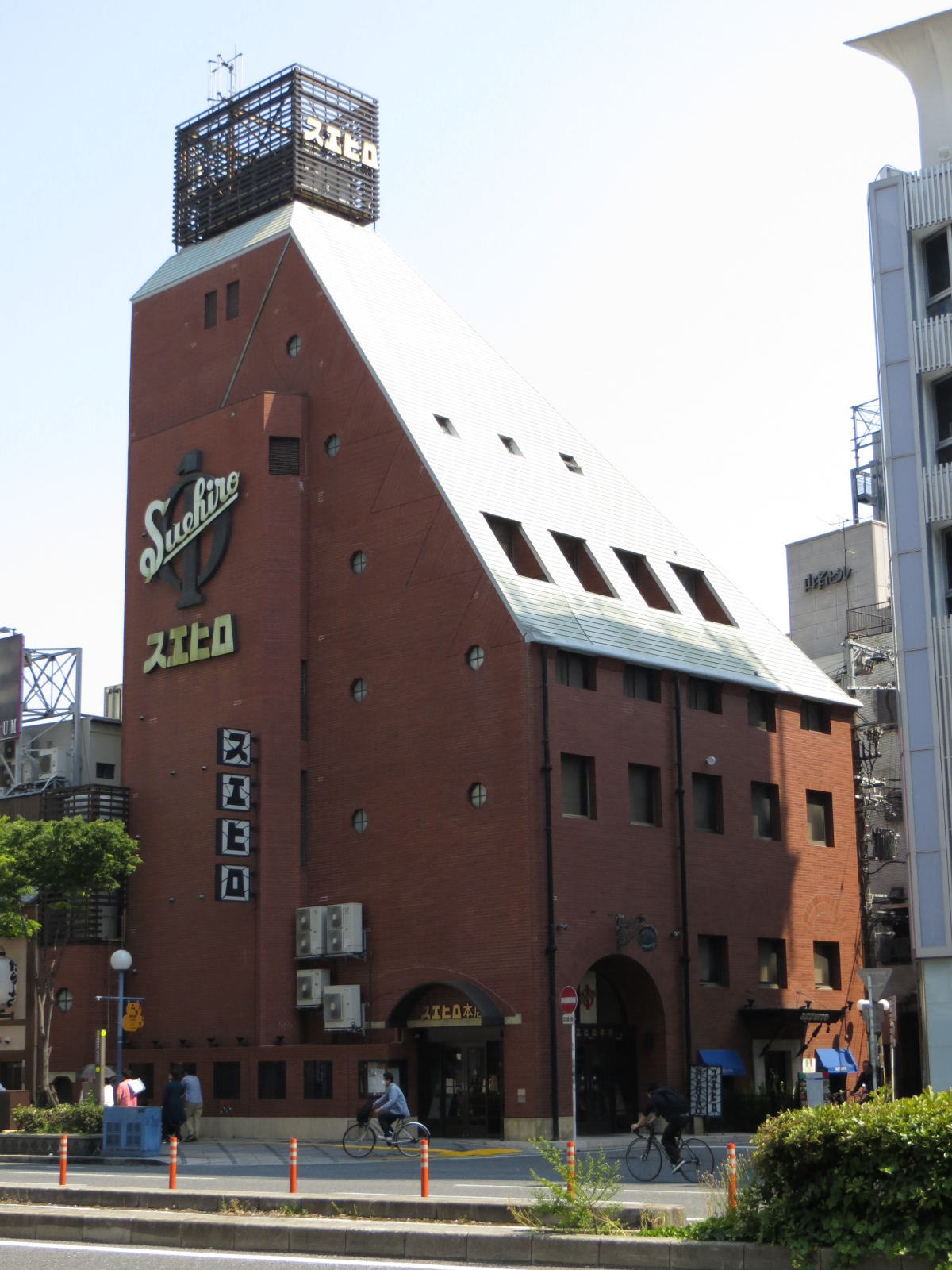
永楽町本店

## 概要

### 創業
創業者の上島歳末は、1910年3月10日に大阪市北区堂島上二丁目で洋食「弘得社」（こうとくしゃ）を開業し、1920年3月10日に堂島で「ビフテキ専門スエヒロ」を開業して運営会社を「株式会社スエヒロ朝日」とする。以後「スエヒロ」が全国へ広がる。スエヒロ会は、弘得社の創業とビフテキ専門スエヒロの開業をスエヒロの起源とし、2010年3月10日に創業100周年を迎えたとする。

### 特徴
スエヒロは「ビフテキ専門スエヒロ」から全国へ暖簾分けされ、運営者により店の雰囲気やシステム、価格などは様々だが、スエヒロ会は創業者の意思を引継ぎソースなどの伝統を継承している。

## 暖簾
1933年の銀座への出店以降、創業者に近しい者らに暖簾分けされ、1980年に9社、2020年代に入っても関東と関西に数社存在する。スエヒロレストランシステムは日本ハムを経てあみやき亭に買収されておりスエヒロ会に属さない。

## 運営
代表的な店舗を記す、他にもスエヒロをルーツとして屋号を掲げる店が存在する。

### スエヒロ会所属
- 永楽町スエヒロ本店 - 株式会社永楽町スエヒロ本店（大阪）
- 平野町スエヒロ - 株式会社平野町スエヒロ（大阪）
- 淀屋橋スエヒロ - 株式会社淀屋橋スエヒロ（大阪）
- 京都スエヒロ - 株式会社京都スエヒロ（京都）
- スエヒロ（銀座） - 株式会社スエヒロ（東京）

### スエヒロ会非所属
- 銀座スエヒロカフェテリア - 株式会社スエヒロ（上記とは異なる）などを運営する銀座スエヒロカフェテリアグループ（東京）。コントラクトフードサービスを展開して関電系列にも出資。
- スエヒロ商事株式会社（東京） - 航空会館スエヒロなどを運営したが、1990年代以降の景気低迷とBSE問題に加えて価格設定や運営コンセプトの迷走などから経営が奮わず、東日本大震災により主要収益源の航空会館スエヒロは売上高が4割減少して2014年2月7日に破産手続きを開始した。関係者らは「経営陣が現場に姿を見せたことがほとんど無かった」と語る[3][4]。
  - 銀座4丁目スエヒロ - 株式会社銀座4丁目スエヒロ。2013年12月にスエヒロ商事株式会社の関連会社A-proから株式と事業を譲受して分離独立し、「銀座4丁目スエヒロ」の商標でハンバーグ、カレー、シチュー、すき焼などレストランメニューの通販事業などを営む。
- スエヒロ（埼玉、茨城） - 株式会社スエヒロフーズ（埼玉）、兄弟会社がコントラクトフードサービスを営む。
- スエヒロ館 - 株式会社スエヒロ レストランシステム（神奈川）、あみやき亭の子会社。ファミリーレストラン、焼肉店を営む。
- 近江スエヒロ （滋賀） - 1982年（昭和57年）に、大阪 永楽町スエヒロからの暖簾分けで「スエヒロ草津店」を営業[5]。2011年11月より現商号に変更。南グループ傘下の日本観光開発株式会社のレストラン&フード事業部門が運営[6]。